# Ethic of Radical Finitude
Ethic of Radical Finitude peti je studijski album njemačkog ekstremnog metal sastava Downfall of Gaia. Diskografska kuća Metal Blade Records objavila ga je 8. veljače 2019. godine.

## Popis pjesama
Tekstovi: Dominik Goncalves Dos Reis, osim na pjesmi "Seduced by...", koju je napisao Peter Wolff, glazba: Downfall of Gaia.
| 1.    | »Seduced by...«                   | 2:43 |
| 2.    | »The Grotesque Illusion of Being« | 5:53 |
| 3.    | »We Pursue the Serpent of Time«   | 9:38 |
| 4.    | »Guided Through a Starless Night« | 9:29 |
| 5.    | »As Our Bones Break to the Dance« | 4:54 |
| 6.    | »Of Withering Violet Leaves«      | 7:30 |
| 40:07 |                                   |      |

## Zasluge
Downfall of Gaia
- Anton Lisovoj – vokali, bas-gitara
- Dominik Goncalves dos Reis – vokali, gitara
- Marco Mazzola – gitara
- Michael Kadnar – bubnjevi

Dodatni glazbenici
- Nikita Kamprad – vokali (na pjesmi "We Pursue the Serpent of Time")
- Hidehidehide – ambijentalna podloga (na pjesmama 2 i 3)
- Mers Sumida – vokali (na pjesmi "Guided Through a Starless Night")

Ostalo osoblje
- Jan Oberg – snimanje
- Kevin Antreassian – snimanje
- V. Santura – miksanje, mastering
- Markus Grasseck – dizajn, omot albuma